# Zhōnghuá Mínguó Kōngjūn
La Zhōnghuá Mínguó Kōngjūn (cinese 中華民國空軍T), o anche Chung-Hua Min-Kuo K'ung-Chün, tradotto dal cinese Forza Aerea della Repubblica di Cina, spesso abbreviata in RoCAF e anche conosciuta internazionalmente con la dizione in inglese Republic of China Air Force, è l'attuale aeronautica militare della Repubblica di Cina (Taiwan) ed è parte integrante delle forze armate di Taiwan.

## Storia
Anche in Cina, tra le conseguenze della seconda guerra mondiale, vi fu la spaccatura del Paese. Infatti, i nazionalisti del Kuomintang, guidati dal "generalissimo" Chiang Kai-shek, si arroccarono sull'isola di Formosa per fondare nel 1949 la Repubblica di Cina che conta oggi circa 23 milioni di abitanti, ed è anche nota come Taiwan.
Politicamente per anni, Taiwan, non è stata riconosciuta da gran parte del mondo, in quanto era considerata una provincia secessionista della Cina. Ma, grazie alla sua posizione geografica, è sempre stata un paese amico ed alleato degli Stati Uniti; proprio al modello americano si ispirano le forze armate del paese.
La missione principale della RoCAF (Forza Aerea della Repubblica di Cina) è la difesa dello spazio aereo sopra ed intorno all'isola di Formosa, in maniera tale da prevenire e rispondere efficacemente ad un eventuale attacco da parte della Repubblica Popolare della Cina, dal contiguo continente. Per tale motivo la forza aerea dell'isola si è dotata fin dall'inizio di armi, mezzi e tecnologie all'avanguardia e con macchine di nuova generazione sempre aggiornate secondo gli standard occidentali.
La RoCAF ha in organico oltre 500 aeromobili (soprattutto materiale statunitense, francese e di produzione locale) che assicurano una sorveglianza continua del Paese, con missioni di ricognizione anche a lungo raggio. Inoltre essa ha la giurisdizione sulla difesa aerea mediante l'ausilio di missili terra-aria, ed è in programma la costituzione di una componente offensiva dotata di missili cruise da attribuire ad un nuovo comando in via di costituzione.
Il grosso della prima linea è rappresentato da circa 150 caccia americani F-16A ed F-16B, da 128 AIDC F-CK-1 Ching-kuo di costruzione nazionale (progettati con l'ausilio degli americani) e 56 caccia francesi Mirage 2000.

### Gli anni cinquanta
Tra il dicembre del 1954 ed il giugno del 1956 l'aeronautica militare di Taiwan ricevette 160 F86-F ex-USAF dei lotti tra F-86F-1 e F-86F-30. Negli anni successivi seguirono altre forniture del medesimo velivolo da caccia, per cui al giugno del 1958 risultavano essere in servizio 320 caccia F-86F e sette ricognitori RF-86F.
Nell'agosto del 1958 i cinesi tentarono di costringere Taiwan ad abbandonare le isole di Kinmen e Matsu nello stretto di Taiwan. I Sabre vennero impiegati in molte missioni di pattugliamento aereo in cui spesso si scontrarono coi MiG-15 e Mig-17 cinesi. In queste battaglie venne impiegata per la prima volta una nuova arma, il missile aria-aria a guida all'infrarosso AIM-9 Sidewinder.

## Distintivi ottici di riconoscimento
Il simbolismo di riconoscimento applicato alla flotta aerea è basato sulle coccarde posizionate sulle superfici superiore e inferiore delle ali e sui lati della fusoliera, quest'ultimo in posizione avanzata o arretrata a seconda del velivolo al quale è applicato. Il simbolo utilizzato è il "Cielo blu con un Sole bianco" (青天白日旗, qīng tiān bái rì qí), già presente nel cantone della bandiera nazionale, racchiuso in un elemento circolare. Nei velivoli di meno recente produzione era a volte presente un Fin Flash dipinto sul timone dell'impennaggio a fasce blu e bianche alternate orizzontali.

## Aeromobili in uso
Sezione aggiornata annualmente in base al World Air Force di Flightglobal del corrente anno. Tale dossier non contempla UAV, aerei da trasporto VIP ed eventuali incidenti accorsi durante l'anno della sua pubblicazione. Modifiche giornaliere o mensili che potrebbero portare a discordanze nel tipo di modelli in servizio e nel loro numero rispetto a WAF, vengono apportate in base a siti specializzati, periodici mensili e bimestrali. Tali modifiche vengono apportate onde rendere quanto più aggiornata la tabella.
| Aeromobile                          | Origine     | Tipo                                                      | Versione (denominazione locale) | In servizio (2024) | Note | Immagine |
| Lockheed F-16 Fighting Falcon       | Stati Uniti | caccia multiruoloconversione operativa                    | F-16V block 70F-16V block 72    | 139                | 150 aerei, 120 F-16A block 20 MLU più 30 F-16B block 20 MLU consegnati tra il 1997 e il 2001. 142 tra F-16A e F-16B block 20 MLU, sono stati aggiornati allo standard F-16V block 70/72 tra il 2018 e il 2023. Un F-16A perso il 4 giugno 2018; i monoposto, a quella data, ammontanovano a 113 esemplari. Primo F-16V riconsegnato il 20 ottobre 2018. Ulteriori 66 F-16V di nuova costruzione acquistati ad ottobre 2019, che aggiunti a quelli ottenuti per aggiornamento, hanno portato a 208 gli aerei in organico. Un monoposto perso il 17 novembre 2020. La riconsegna della prima tranche di 42 aerei sottoposta all'aggiornamento al nuovo standard completata a marzo 2021. Un F-16V monoposto perso l'11 gennaio 2022. Il programma è stato completato il 5 febbraio 2024. |          |
| AIDC F-CK-1 Ching-kuo               | Taiwan      | Caccia da superiorità aereaconversione operativa          | F-CK-1CF-CK-1D                  | 10326              | Dei 130 esemplari consegnati tra il 1993 ed il 2000, 127 aerei sono stati aggiornati come F-CK-1C e F-CK-1D e gli aggiornamenti interessano sia l'avionica che l'armamento. Nell'ottobre 2018 erano 129 gli aerei aggiornati, in quanto anche i due prototipi usati per il programma sono stati consegnati all'aeronautica. |          |
| Dassault Mirage 2000                | Francia     | Caccia multiruoloconversione operativa                    | Mirage 2000-5EIMirage 2000-5DI  | 449                | Il 18 novembre 1992, furono acquisiti 48 Mirage 2000-5EI e 12 Mirage 2000-5DI come parte del programma "Fei Lung" (Flying Dragon). Primo esemplare consegnato ufficialmente in Francia il 9 maggio 1996, i primi cinque esemplari furono consegnati via mare il 6 maggio 1997 con consegne completate alla fine dell'ottobre del 1998. Oltre alla consueta dotazione e ricambi, il contratto comprendeva anche la consegna di 960 missili aria-aria a medio raggio MICA, 480 missili aria-aria Magic II e pod per i cannoni DEFA 554 da 30 mm per i Mirage 2000-5DI biposto che ne erano sprovvisti. In totale sono stati persi sette aerei: un biposto il 15 ottobre 1999; un monoposto il 14 dicembre 1999; un biposto il 14 novembre 2001; un biposto il 20 maggio 2013; un monoposto il 7 novembre 2017; un monoposto il 14 marzo 2022 e un ulteriore monoposto il 10 settembre 2024. |          |
| Aerei AWACS e per Impieghi speciali |             |                                                           |                                 |                    | |          |
| Grumman E-2 Hawkeye                 | Stati Uniti | Aereo AWACS                                               | E-2K                            | 5                  | 4 E-2T acquistati nel novembre 1995, più 2 ulteriori E-2C Hawkeye 2000 acquistati nel 2004, versione alla quale sono stati aggiornati anche i primi quattro esemplari e ridesignati tutti E-2K. Un esemplare, rimasto gravemente danneggiato durante l'atterraggio il 25 novembre 2022, è stato ritirato ed utilizzato come fonte di parti di ricambio. |          |
| Lockheed EC-130 Hercules            | Stati Uniti | ELINT                                                     | EC-130H                         | 1                  | 1 EC-130H ottenuto nel 1997, convertendo uno dei venti esemplari da trasporto consegnati. Sarà sottoposto ad un programma di aggiornamento dell'avionica e della strumentazione. |          |
| Aerei da pattugliamento marittimo   |             |                                                           |                                 |                    | |          |
| Lockheed P-3 Orion                  | Stati Uniti | aereo antisommergibile                                    | P-3C                            | 12                 | 12 consegnati. |          |
| Aerei da trasporto                  |             |                                                           |                                 |                    | |          |
| Lockheed C-130 Hercules             | Stati Uniti | Aereo da trasporto tattico                                | C-130H                          | 19                 | 20 C-130H ricevuti in tre lotti, rispettivamente nel 1986 (un esemplare perso nel 1997), nel gennaio 1995 e nel dicembre 1997. Di questi, 19 esemplari superstiti saranno aggiornati nell'avionica e nella strumentazione dal 2024 al 2029 in modo da porter estendere la loro vita operativa fino al 2040. |          |
| Beechcraft 1900                     | Stati Uniti | Aereo da collegamento                                     | B-1900CB-1900D                  | 11                 | 2 esemplari sono utilizzati per compiti di calibrazione dei sistemi radar. |          |
| Boeing 737                          | Stati Uniti | Trasporto VIP                                             | B-737-800                       | 1                  | Impiegato come Air Force One. |          |
| Fokker F50                          | Paesi Bassi | Trasporto VIP                                             | F-50M-100                       | 1                  | Impiegato per il trasporto degli organi governativi. |          |
| Aerei da addestramento              |             |                                                           |                                 |                    | |          |
| AIDC AT-3 Tzu Chung                 | Taiwan      | aereo da addestramento intermedioaereo da attacco leggero | AT-3AAT-3B                      | 46                 | 60 tra AT-3A e AT-3B consegnati, 14 persi in incidenti, l'ultimo dei quali il 31 maggio 2022. Gli esemplari della versione AT-3B svolgono anche compiti di attacco leggero. |          |
| AIDC T-5 Brave Eagle                | Taiwan      | aereo da addestramento                                    | T-5                             | 28                 | Previsti 66 esemplari, il primo dei quali è stato consegnato il 30 novembre 2021. Un T-5 è stato perso in un incidente il 15 febbraio 2025. |          |
| Beechcraft T-34 Mentor              | Stati Uniti | aereo da addestramento basico                             | T-34C Turbo Mentor              | 34                 | |          |
| Elicotteri                          |             |                                                           |                                 |                    | |          |
| Eurocopter EC225 Superpuma          | Francia     | C/SAR                                                     | EC225                           | 3                  | 3 EC225 ordinati nel 2009 e ricevuti a novembre 2011. |          |
| Sikorsky UH-60 Black Hawk           | Stati Uniti | Elicottero utility                                        | S-70C-1S-70C-1AS-70C-6          | 9                  | Utilizzati anche per compiti SAR. |          |

## Aeromobili ritirati

### Addestramento
- AIDC T-CH-1
- AIDC PL-1B

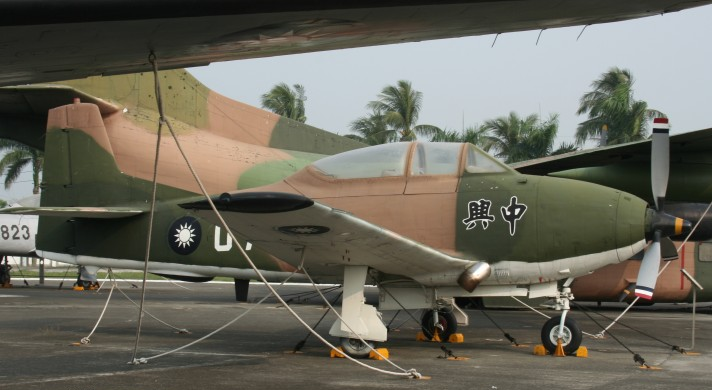
Un esemplare di T-CH-1 (si tratta del North American T-28 Trojan costruiti su licenza dalla AIDC).

- Northrop T-38A Talon - 68 esemplari (1972-1998)[39]

### Caccia/bombardieri
- Northrop F-5E Tiger II - 235 esemplari (1974-2023)[39][40]
- Northrop F-5F Tiger II - 66 esemplari (1974-2025)[40][41][5][10][42][43][32][5][10][32][41][39][39][44][43][42]
- Northrop FF-5F Tigereye - 7 esemplari (1997-2025)[39][40]
- Northrop F-5A Freedom Fighter - 95 esemplari (1965-1987)[39]
- Northrop F-5B Freedom Fighter - 23 esemplari (1965-1996)[39]
- Lockheed F-104A Starfighter
- Lockheed F-104D Starfighter
- Lockheed F-104G Starfighter
- Lockheed TF-104G Starfighter
- Lockheed F-104J Starfighter
- North American F-100A Super Sabre
- North American F-86D Sabre
- North American F-86F Sabre
- North American P-51D Mustang
- Chu X-PO (rimasto allo stadio di prototipo)
- Curtiss Hawk II/III
- Nakajima Ki-43 Hayabusa

### Ricognitori
- Grumman E-2K Hawkeye - 1 esemplare (1995-2022)[27]
- Lockheed U-2A/C/G - 19 esemplari (1961-1974)[45]
- North American RF-86F Sabre

### Idrovolanti
- Grumman HU-16 Albatross

### Trasporto
- Fairchild C-119G Flying Boxcar
- Curtiss C-46 Commando
- Douglas C-47 Mei-Lin

### Pattugliatori marittimi - ASW
- Grumman S-2A Tracker - 10 esemplari (1967-1977)[46]
- Grumman S-2E Tracker - 34 esemplari (1979-1991)[46]
- Grumman S-2G Tracker - 7 esemplari (1979-1991)[46]
- Grumman S-2T Tracker - 27 tra S-2E/G riconvertiti (1991-2017)[46][47][18]